# Адрес вашего дома
«Адрес вашего дома» — советский чёрно-белый широкоэкранный художественный фильм 1972 года, снятый режиссёром Евгением Хринюком на киностудии имени Александра Довженко.
Премьера фильма состоялась 18 декабря 1973 года. Фильм посмотрели 7,9 млн зрителей.

## Сюжет
Знаменитый шахтёр, Герой Социалистического труда и депутат Верховного совета СССР Панас Байда искал своего пропавшего в первые дни войны сына, но нашёл шестерых мужчин, названных «Иванами Бессмертными», которые считают его своим отцом. Хотя Панас и не признал ни одного из «Иванов» своим сыном, он стал для них духовным отцом.

## В ролях
- Николай Крючков — Панас Байда, старый шахтёр
- Иваны Бессмертные:
  - Лесь Сердюк — многодетный отец
  - Валерий Носик — водитель автобуса
  - Сосо Лагидзе — мичман
  - Александр Январёв — кибернетик
  - Леонид Бакштаев — главный инженер шахты
  - Александр Мовчан — академик
- Алексей Плотников — Григорий Хитрован, друг Панаса Байды
- Лилия Гриценко — Анна Фёдоровна, мать академика
- Владимир Волков — Коля Пивоваров
- Агафья Болотова (в титрах А. Федоринская) — жена Ивана
- Нина Попова — Анна, жена главного инженера
- Эве Киви — Ирма, жена кибернетика
- Тамара Совчи — Соня, жена водителя

## Съёмочная группа
- Режиссёр: Евгений Хринюк
- Сценаристы: Ярослав Верещак, Евгений Хринюк
- Операторы: Алексей Мишурин, Александр Деряжный
- Художник: Валерий Новаков
- Звукорежиссёр: Григорий Матус
- Композитор: Борис Буевский

## Съёмки
Фильм снимался в Донецке.

## Фестивали и награды
- 1973 — VI Всесоюзный кинофестиваль (Алма-Ата)[4] — Вторая премия (Николай Крючков)[5][6]
- 1973 — Республиканский кинофестиваль в Жданове — Приз зрителей (фильм «Адрес вашего дома»)[7][8]